# Ruth McCormick-Simms

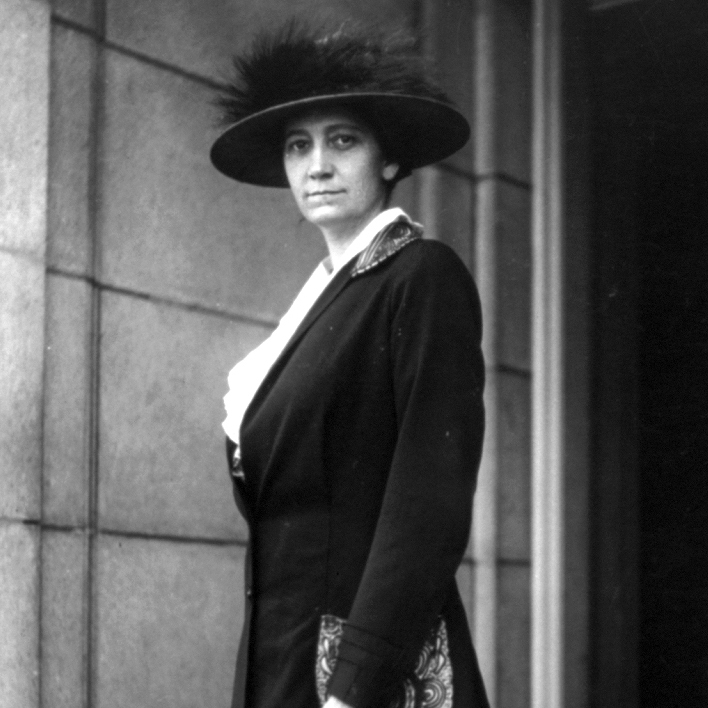
Ruth McCormick-Simms

Ruth McCormick-Simms (* 27. März 1880 in Cleveland, Ohio; † 31. Dezember 1944 in Chicago, Illinois) war eine US-amerikanische Politikerin der Republikaner und der erste weibliche Kongressabgeordnete des Bundesstaates Illinois. Sie hatte eine aktive Rolle bei der Frauenwahlrechtsbewegung in den Vereinigten Staaten.

## Leben
Ruth Hanna war das einzige Kind des Industriellen und US-Senators für Ohio, Mark Hanna (1837–1904), und seiner Frau Charlotte Rhodes, Tochter des Senators von Illinois, Daniel P. Rhodes. Sie besuchte die Hathaway Brown School in Shaker Heights, die Dobbs Ferry School in New York und das renommierte College Miss Porter’s School in Farmington. Im Jahr 1903 heiratete Ruth Hanna in Cleveland den Redakteur und Herausgeber der Chicago Daily Tribune, Joseph Medill McCormick (1877–1925). Nach der Heirat wohnte das Ehepaar in Byron, wo sie einen landwirtschaftlichen Betrieb und eine Molkerei betrieben. Ihr Ehemann, ein Freund des späteren US-Präsidenten Theodore Roosevelt, wurde 1912 in das Repräsentantenhaus von Illinois gewählt. Vier Jahre später (1918) besiegte er als republikanischer Kandidat im Wahlkampf für das US-Senatorenamt in Illinois den amtierenden Senator J. Hamilton Lewis.
Die politisch engagierte McCormick war zwischen 1919 und 1924 Mitglied des Republican National Committee. Nach dem frühen Tod ihres Mannes im Jahr 1925 kämpfte seine Witwe verstärkt für die Rechte der Frauen und wurde 1929 als erste Frau für Illinois in den 71. Kongress gewählt. Zur Wahl für das Senatorenamt trat die Kongressabgeordnete McCormick gegen den demokratischen Kandidaten J. Hamilton Lewis an, gegen den ihr verstorbener Mann zwölf Jahre zuvor gewonnen hatte. Sie verlor die Wahl im Herbst 1930. Im Jahr 1932 gründete sie die Sandia Preparatory School und 1938 die Manzano Day School. Anfang der 1930er Jahre ging Ruth McCormick eine erneute Ehe mit dem Kongressabgeordneten und späteren Senator von New Mexico, Albert G. Simms (1882–1964), ein. Im Alter von 64 Jahren starb Ruth McCormick-Simms an den Folgen einer Krebserkrankung in Chicago. Sie wurde in Albuquerque beigesetzt.

## Auszeichnungen
- 2006 Hall of Fame, Illinois